# Fronteira Croácia–Eslovénia
A fronteira entre a Croácia e a Eslovênia é uma linha bem sinuosa de 670 km de extensão, sentido oeste-leste-norte, que separa o sul da Eslovênia do norte da Croácia, numa linha internacional que se confirmou com a dissolução da Iugoslávia em 1991. Até então, ambos países eram repúblicas da extinta Iugoslávia desde 1926, partes do Reino dos Sérvios, Croatas e Eslovenos desde 1918 e partes do Império Austro-Húngaro (Habsburgos) desde o século XIII. 

## Traçado
Do leste, junto ao porto esloveno de Koper (Capodístria) no Mar Adriático, bem próxima à fronteira com a Itália, segue para o leste até as proximidades do meridiano 15º E, indo daí em diante rumo nordeste até a tríplice fronteira dos dois países com a Hungria. Separa os sete condados croatas do norte, inclusive o de Zagreb (capital) das regiões croatas de Obala in Kras, Dolenjska in Bela krajina, Savinjska, Pohorge z okoliko, Prekmurje.

## Conflitos
Os postos aduaneiros controlam os veículos, mas já se faz necessária uma maior facilidade para acessos às maiores rodovias da Europa.
Há indefinições quanto às fronteiras marítimas entre os dois países. O jornal "SEE Business" informou que esse conflito remonta da antigo Iugoslávia, tendo uma gravidade (classificação da "SEE"") com nível 2 (escala de 1 a 10, 10 muito grave) . Antes da entrada da Croácia na União Europeia, a  Eslovênia reclamava de dificuldades impostas pela Croácia ao impedi-la de ter acesso a águas internacionais.
A adesão croata à União Europeia em 1 de julho de 2013 resolveu a situação dos postos aduaneiros entre esses países, os quais controlavam os veículos, havendo maior facilidade para acesso sem restrições às maiores rodovias da Europa.
Em 6 de junho de 2010 realizou-se um referendo na Eslovénia para a aprovação do acordo de arbitragem internacional.